# Electric Eels
Electric Eels, stylisé electric eels, en référence à e. e. Cummings, est un groupe américain de protopunk, originaire de Cleveland, dans l'État de l'Ohio. Il est précurseur du genre, et actif entre 1972 et 1975. 

## Biographie
Le groupe est formé à Cleveland, dans l'État de l'Ohio, aux États-Unis, à une époque où le punk rock n'était pas encore distingué en tant que style de musique, mais où le glam rock l'était. La scène protopunk de Cleveland a aussi reçu ultérieurement l'appellation de « Cleveland-punk ».
Les electric eels n'ont fait que 5 concerts en public, mais au cours de leur brève existence ils ont acquis sur la scène locale la réputation d'un groupe agité, conflictuel et violent. Ils étaient connus pour être à l'origine de pugilats avec des membres du public, qui attirèrent l'attention de la police; les relations à l'intérieur du groupe étaient également fort violentes. Leur style était discordant, un amalgame bruitiste de glam rock et de free jazz qui était généralement jugé très désagréable. Les Electric Eels ont eu plus tard une grande influence sur les groupes de punk les plus virulents de la Côte Est des États-Unis, en particulier The Dead Boys.
Agitated est sans doute leur titre le plus connu.
Bien que tous leurs enregistrements aient été lo-fi et n'aient été commercialisés qu'après la séparation du groupe, on peut classer ces enregistrements dans le glam rock. Comme d'autres artistes glam de l'époque (The New York Dolls, T. Rex, David Bowie), ils ont tracé la voie de ce qui serait bientôt connu comme le punk.

## Discographie

### Albums studio
- 1989 : Having a Philosophical Investigation with The Electric Eels (archival)
- 1991 : God Says Fuck You (archival)
- 1991 : The Beast 999 Presents The Electric Eels in Their Organic Majesty's Request (archival)
- 2001 : The Eyeball of Hell (archival)

### Singles
- 1978 : Agitated/Cyclotron
- 1981 : Spin Age Blasters/Bunnies
- 2014 : Jaguar Ride

### Compilations
- 2014 : Die Electric Eels